# Seznam hokejistov lige NHL (Ž)
Seznam vseh hokejistov lige NHL, ki so odigrali vsaj eno tekmo od ustanovitve lige leta 1917 do sedanjosti in se njihov priimek začne na črko »Ž«.

## Vratarji
Trenutno še ni hokejistov v tem razdelku.

## Drsalci
|                 |                 | Položaj | Moštvo                       | Sezone        | Redna sezona | Redna sezona | Redna sezona | Redna sezona | Redna sezona | Končnica | Končnica | Končnica | Končnica | Končnica |
| OT              | G               | Položaj | Moštvo                       | Sezone        | P            | TOČ          | KM           | OT           | G            | P        | TOČ      | KM       |          |          |
| --------------- | --------------- | ------- | ---------------------------- | ------------- | ------------ | ------------ | ------------ | ------------ | ------------ | -------- | -------- | -------- | -------- | -------- |
| Žamnov, Aleksej | Sovjetska zveza | C       | Wpg, Chi, Phi, Bos           | 1992–2007     | 807          | 249          | 470          | 719          | 668          | 35       | 6        | 13       | 19       | 18       |
| Žerdev, Nikolaj | Sovjetska zveza | RW      | Clb, NYR                     | 2005–trenutno | 201          | 50           | 70           | 120          | 130          | —        | —        | —        | —        | —        |
| Žitnik, Aleksej | Sovjetska zveza | D       | LA, Buf, NYI, Phi, Atl       | 1992–2008     | 1020         | 93           | 370          | 463          | 1210         | 98       | 9        | 30       | 39       | 168      |
| Žoltok, Sergej  | Sovjetska zveza | C       | Bos, Ott, Mtl, Edm, Min, Nas | 1992–2004     | 588          | 111          | 147          | 258          | 166          | 45       | 4        | 14       | 18       | 0        |

## Legenda
Predloga:Nhlseznamlegenda